# 行波站
行波站（日语：／ Yukaba eki */?）是位於山口縣岩國市行波，錦川鐵道的錦川清流線車站。

## 歷史
- 1971年（昭和46年）4月1日 - 日本國有鉄道（國鐵）岩日線行波臨時乘降場啟用。
  - 當時車站位於山口縣岩國市行波。
- 1987年（昭和62年）
  - 4月1日 - 伴隨國鐵分割民營化，車站由西日本旅客鐵道（JR西日本）營運。 同時升級為車站。
  - 7月25日 - 由錦川鐵道接管岩日線[3]。
- 2006年（平成18年）3月20日 - 隨著岩國市（第二次）成立，車站地址變成現時的地址。

## 車站構造
車站是一座地面車站，設有1面1線的單式月台。此站是無人車站，沒有車站大樓，月台上設有上蓋和候車室。單式月台靠近岩國一端設有出入口。沒有廁所和商店（包括自動販賣機）。

## 車站周邊
- 岩國「行波之神舞（日语：岩国行波の神舞）」相關
  - 荒玉社 - 位於車站西南方，距離車站50米。社前設有樓梯[4]。
  - 錦川之河原 - 距離車站入口200米處[5][4]。
  - 岩國行波之神舞傳承館 - 為了傳承「行波之神舞」而設的岩國市立設施。距離車站樓梯入口南方30米左右[2][6]。
- 龍雲寺 - 距離車站約300米。在前往岩國行波之神舞傳承館途中經通[4]。
- 觀音寺[4]
- 岩國市中央公民館北河內分館[4]
- 北河內幼稚園[4]
- 北河內郵局[4]
- 介護老人保健設施　櫻之園[4]
- EDION北河內店[7]

## 巴士路線
車站東南方，於錦川對面岸的國道187號設有「行波站入口」巴士站。距離車站樓梯入口約500米。
截至2017年11月25日，岩國巴士毎日設有4往返班次的巴士路線（當中「岩國站前～北河內站」之間2往返班次，「錦帶橋～北河內站」之間2往返班次）。
另外，上述巴士站在2016年3月25日前曾名為「北河內」。

## 相鄰車站
錦川鐵道
錦川清流線
南河內－行波－北河內

## 注腳
1. ↑  .   [2021年4月20日]. （原始内容存档于2021年3月5日） （日语）.
2. 1 2 3  . 錦川鐵道.   [2017-11-25]. （原始内容存档于2018-01-15） （日语）.
3. ↑  . 鐵道雜誌 (鐵道雜誌社). 1987-07, 21 (8): 128–129 （日语）.
4. 1 2 3 4 5 6 7 8 9  Google Inc.  (地图). Google Inc. 2017-11-25  [2017-11-25].
5. ↑   (PDF). 山口縣.   [2017-11-25]. （原始内容 (PDF)存档于2017-12-01） （日语）.
6. ↑  . ダイドー祭りドットコム. Dydo Drinco. 2013  [2017-11-25]. （原始内容存档于2017-07-11） （日语）.
7. ↑  . EDION.   [2017-11-25]. （原始内容存档于2017-12-01） （日语）.
8. ↑  . マピオン.   [2017-11-22]. （原始内容存档于2021-05-25） （日语）.
9. ↑  . NAVITIME（日语：NAVITIME）.   [2017-11-25]. （原始内容存档于2017-11-25） （日语）.
10. ↑   (PDF) (新闻稿). 岩國巴士. 2016-01-25  [2017-11-25]. （原始内容 (PDF)存档于2016-09-28） （日语）.

## 外部連結
- 錦川清流線各站介紹 行波站 （页面存档备份，存于）（日語）（錦川鐵道）